# منطقه کاروو
منطقه کاروو (به لاتین: Karuo District) یک منطقهٔ مسکونی در چین است که در چامدو واقع شده‌است.
این منطقه، پیش از اکتوبر ۲۰۱۴، شهر در سطح ولایت چامدو، تابع ولایت چامدو بود. در آن تاریخ، «ولایت چامدو» به «شهر در سطح ولایت» ارتقاء یافت و «شهر در سطح شهرستان» چامدو که تابع این ولایت بود نیز منحل شده. اراضی آن، شمال منطقهٔ شهری اصلی چامدو، به منطقه کاروو تاسیس شد.